# SC Olympia Radotín
SC Olympia Radotín je fotbalový klub z Prahy - Radotína, od sezóny 2019/20 účastník pražského přeboru, jenž byl založen roku 1922.

## Historie
V Radotíně se počátky fotbalu datují již k době 1. světové války. Současný klub byl však založen až roku 1922 jako Radotínský SK. Z počátku klub hrál pouze přátelská utkání, od roku 1930 se však stal součástí Středočeské župy, ve které se ve 30. letech dostal až do I.A třídy (1938). Ve válečných letech 1940-1945, kdy se klub pohyboval na úrovni I.B-I.A třídy. Poválečné době plné divokých reorganizací a přejmenovávání klubu se klub dostal dokonce do krajského přeboru, tehdy druhé nejvyšší soutěže (roky 1951-1953). Historický úspěch přišel v sezóně 1957/58, kdy se klubu podařilo postoupit do 2. ligy, v ní se však udržel pouze 1 sezónu. Další postup do druhé ligy se urodil v sezóně 1961/62 a toto působění už bylo úspěšnější a klub ve druhé lize působil 5 let. V roce 1967 tak přišel sestup do krajského přeboru, ve kterém působil do roku 1972, kdy klub postupuje do divize, ve které však působil pouze tři roky následoval pád zpět do přeboru. Návrat do divize se koná až roce 1988, jenže divizní působení je opět pouze tříleté. Od tohoto sestupu klub působil pouze v pražských soutěžích a to až do roku 2018, kdy se klub díky sloučení s FK Olympia Praha dostává do ČFL. V sezóně 2018/19 klub obsadil v ČFL 4. místo. V soutěži však nepokračuje a pro sezónu 2019/20 přihlásil pouze Pražský přebor.

## Známí odchovanci
Mezi známá jména, které vychoval zdejší klub patří: Josef Rada, M. Rada, Šnajberk, Pavlát, Stanislav Vanžura, Jareš, Jiří Šusta, Řezníček, Kapsa, Martin Jiránek, Martin Sládek

## Historické názvy
- 1922 – Radotínský SK (Radotínský sportovní klub)
- 1949 – ZSJ Sokol Kovo Radotín (Závodní sportovní jednotka Sokol Kovo Radotín)
- 1953 – DSO Spartak Radotín (Dobrovolná sportovní organizace Spartak Radotín)
- 1960 – TJ Lokomotiva Radotín (Tělovýchovná jednota Lokomotiva Radotín)
- 1962 – TJ Spartak Radotín (Tělovýchovná jednota Spartak Radotín)
- 1971 – TJ Radotín (Tělovýchovná jednota Radotín)
- SK Pantof Radotín (Sportovní klub Pantof Radotín)
- 1990 – Radotínský SK (Radotínský sportovní klub)
- 2004 – SC Radotín (Sportovní centrum Radotín)
- 2018 – SC Olympia Radotín (Sportovní centrum Olympia Radotín)

## Úspěchy
- Krajská soutěž – Praha 1951 (4. místo)
- 2. československá fotbalová liga 1958/1959, 2. československá fotbalová liga 1963/1964 (3. místo) až 2. československá fotbalová liga 1966/1967
- Divize C 1967/1968 (4. místo)